# السياسة والتكنولوجيا
تشمل السياسة والتكنولوجيا المفاهيم والآليات والشخصيات والجهود والحركات الاجتماعية التي تشمل، على سبيل المثال لا الحصر، الإنترنت وتقانات المعلومات والاتصالات الأخرى (آي سي تي). بدأ العلماء في استكشاف كيفية تأثير تكنولوجيا الإنترنت على التواصل والمشاركة السياسية، لا سيما فيما يتعلق بما يُعرف بالحيز العام.
الهاتف الذكي عبارة عن تقنية اتصالات تحويلية تشتمل على ميزات مثل المكالمات والمراسلة النصية والوصول إلى الإنترنت والبريد الإلكتروني والفاكس والصور والفيديو ومجموعة متنوعة من التطبيقات. تعد الأجهزة المحمولة باليد أحد العوامل الهامة في زيادة المشاركة السياسية وتُصورحاليًاعلى أنها وكيل تصويت في البلدان الأقل نماء. أدى التوافر المتزايد للهواتف المحمولة وما تبع ذلك من زيادة الوصول إلى المجال العام إلى تعزيز قدرة الأفراد والجماعات على لفت الانتباه إلى القضايا المتخصصة والتنظيم حولها.
برزت وسائل التواصل الاجتماعي في الآونة الأخيرة كواحدة من المنصات السياسية الرئيسية. إذ بإمكان ملايين المستخدمين التعرف على سياسات وبيانات السياسيين والتفاعل مع القادة السياسيين والتنظيم والتعبير عن آرائهم الخاصة في الأمور السياسية. توظف الحملات السياسية أيضًا منصات التواصل الاجتماعي للوصول إلى الناخبين باستخدام الإعلانات السياسية.
هناك أيضًا مجموعة متنوعة من الأدوات عبر الإنترنت التي تهدف إلى تعزيز المشاركة السياسية والحد من انتشار المعلومات المضللة. يمكن أن تكون المقارنة بين منصات التكنولوجيا المدنية مفيدة في التمييز بين الخدمات المختلفة التي تقدمها كل منصة.

## الانتقادات

### الاستبعاد الاجتماعي
كان المجال العام التقليدي خارج نطاق الإنترنت موضع انتقاد لكونه غير شامل من الناحية العملية مثلما هو بالنسبة للناحية النظرية. على سبيل المثال، جادل الباحثون النسويون مثل نانسي فريزر بأن المجال العام لم يكن تاريخيًا مفتوحًا أو متاحًا للفئات المحرومة أو المهمشة في المجتمع، مثل النساء أو الأشخاص ذوي البشرة الملونة؛ لذلك، فُرض على هذه المجموعات تشكيل مجالات عامة منفصلة خاصة بها، والتي يشار لها بالجمهور المضاد أو الجمهور المضاد التابع.
يؤكد بعض الباحثين أن فضاء الإنترنت أكثر انفتاحًا وبالتالي من شأنه أن يساهم في زيادة المشاركة السياسية الشاملة من قبل المجموعات المهمشة. على وجه الخصوص، تسمح مساحات الإنترنت المتاحة بشكل مجهول الهوية لجميع الأفراد بالتحدث بشكل متساو. ومع ذلك، أشار آخرون إلى أن العديد من المنصات على الإنترنت لا تتيح المشاركة مجهولة الهوية، مثل فيسبوك. إذ غالبًا ما تعبر حسابات التواصل الاجتماعي والأفاتار عن هوية الشخص في الحياة الواقعية أيضًا، مما قد يؤدي بالنتيجة إلى ممارسات التمييز والإقصاء عبر الإنترنت التي تعكس عدم المساواة خارج فضاء الإنترنت. ويتزايد حاليًا استخدام الفئات المحرومة والمهمشة تاريخيًا لتكنولوجيا الإنترنت لخلق مساحات جديدة لشبكاتهم من الجماهير المضادة، مثل استخدام هاشتاغ Ferguson# أو BlackLivesMatter#.
هناك مثال آخر على الاستبعاد الاجتماعي يحدث عندما يقوم المستخدمون بمواءمة معلوماتهم من خلال إيجاد المعلومات التي تؤيد آرائهم الخاصة أو مواقع الويب الرائجة أو التي تحتوي على معظم المحتوى. هذا يمكن أن يؤدي إلى تجاهل المستخدمين لمواقع الويب الأقل رواجًا. اكتشف ستيفن إم شنايدر الدليل على ذلك، إذ وجد أنه رغم المشاركة الهائلة في غرف الدردشة على الإنترنت التي تناقش سياسات الإجهاض، كان سجل الدردشة تحت سيطرة ونفوذ المستخدمين الذين ساهموا بأكبر قدر من المحتوى، وأولئك الذين ساهموا بمحتوى أقل كانت آرائهم متوافقة أو معدلة لتتوافق مع آراء المستخدمين الذين ساهموا أكثر.